# Dvorovîci (Malîi Șpakiv), Rivne
Dvorovîci (în ucraineană Дворовичі) este un sat în comuna Malîi Șpakiv din raionul Rivne, regiunea Rivne, Ucraina.

## Demografie
Componența lingvistică a localității Dvorovîci
     Ucraineană (98,64%)
     Rusă (1,36%)
Conform recensământului din 2001, majoritatea populației localității Dvorovîci era vorbitoare de ucraineană (98,64%), existând în minoritate și vorbitori de rusă (1,36%).